# Conseil du commandement révolutionnaire pour le salut national
Le Conseil du Commandement révolutionnaire pour le Salut National (CCR-SN, en anglais Revolutionary Command Council) était l'autorité par laquelle le gouvernement militaire du Soudan, sous la direction du lieutenant-général Omar Hassan el-Béchir, exerça le pouvoir.

## Historique
Le CCR-SN est arrivé au pouvoir à la suite du coup d'État du 30 juin 1989.
Le lieutenant-général el-Béchir cumulait les fonctions de président du Conseil, Premier ministre, ministre de la Défense et commandant en chef des Forces armées soudanaises. Les 15 membres du Conseil étaient tous des officiers militaires.
Le CCR-SN s'était désigné lui-même comme la branche active du gouvernement, bien que dans la pratique, il exerçait aussi certaines fonctions exécutives.  Bien que le CCR-SN n'avait pas fait connaître les règles et procédures régissant ses délibérations, la plupart des analystes politiques supposent que les décisions du gouvernement étaient fondées sur un vote majoritaire des membres plutôt que sur l'autorité suprême du président.
Le CCR-SN n'avait pas non plus élaboré de réglementations relatives à la durée d'adhésion ou la sélection de nouveaux membres. La principale responsabilité de la CCR-SN semblait être de préparer les décrets législatifs. Les lois étaient rédigées par des comités spéciaux, tels que les comités pour les questions politiques, l'économie et les affaires étrangères, puis soumis au CCR-SN pour approbation. 
Le CCR-SN nommait un secrétaire général, chargé de la gestion quotidienne des affaires courantes du CCR-SN. Le secrétaire général du début des années 1990 était un jeune officier détaché auprès du CCR-SN, Le colonel Abd al Mahmoud. Il a été remplacé en juin 1990 par le colonel Abd al Rahim Muhammad Husayn.
Le CCR s'est dissout en octobre 1993. Ses pouvoirs ont été dévolus au président el-Béchir, devenu général, et à l'Assemblée nationale transitoire.